# Killing Mobius
Killing Mobius jest piątym studyjnym długogrającym albumem grypy DJ? Acucrack.

## Lista utworów
1. "Stop All Sounds" (Jason Novak) – 2:08
2. "Loudmouth" (Novak) – 5:03
3. "All Up in My Face" (Novak) – 3:57
4. "Slowly Regaining Consciousness" (Novak) – 3:54
5. "Temple of the Mourning Star" (Novak) – 5:34
6. "Gangland II" (Novak) – 5:41
7. "Pulling Birds in a Crisis Situation" (Novak) – 4:53
8. "Send More Paramedics" (Novak) – 5:07
9. "Behind the Wheel" (Novak) – 5:54
10. "Recalx" (Novak) – 5:02
11. "Thalidomide" (Novak) – 6:07
12. "Sniper Code (MC Geist Remix)" (Novak) – 5:29
13. "So to Speak (Sascha KMFDM Remix) (Novak/Toni Halliday) – 4:00

## Wykonawcy
- Jason Novak
- Jamie Duffy
- Kelly Britton – Śpiew (11)
- MC Geist – Remiksowanie (12)
- Sascha Konietzko – Remiksowanie (13)
- Toni Halliday – Śpiew (13)